# Melilian
Melilian is een bestuurslaag in het regentschap Muara Enim van de provincie Zuid-Sumatra, Indonesië. Melilian telt 1506 inwoners (volkstelling 2010).